# Campionati europei di corsa campestre 2017
Il XXIV Campionato europeo di corsa campestre si è disputato a Šamorín, in Slovacchia, il 10 dicembre 2017. Il titolo maschile è stato vinto da Kaan Kigen Özbilen mentre quello femminile da Yasemin Can.

## Risultati
I risultati del campionato sono stati:

### Individuale (uomini seniores)
| Pos. | Atleta              | Nazione       | Tempo (m's") |
| ---- | ------------------- | ------------- | ------------ |
|      | Kaan Kigen Özbilen  | Turchia       | 29'45"       |
|      | Adel Mechaal        | Spagna        | 29'54"       |
|      | Andrew Butchart     | Gran Bretagna | 30'00"       |
| 4    | Hassan Chahdi       | Francia       | 30'01"       |
| 5    | Soufiane Bouchikhi  | Belgio        | 30'04"       |
| 6    | Ben Connor          | Gran Bretagna | 30'08"       |
| 7    | Aras Kaya           | Turchia       | 30'14"       |
| 8    | Daniel Mateo        | Spagna        | 30'16"       |
| 9    | Polat Kemboi Arıkan | Turchia       | 30'17"       |
| 10   | Ayad Lamdassem      | Spagna        | 30'18"       |
| 11   | Henrik Ingebrigtsen | Norvegia      | 30'19"       |
| 12   | Richard Ringer      | Germania      | 30'24"       |
| 13   | Lander Tijtgat      | Belgio        | 30'25"       |
| 14   | Javier Guerra       | Spagna        | 30'29"       |
| 15   | Sean Tobin          | Irlanda       | 30'43"       |
| 16   | Rui Pinto           | Portogallo    | 30'44"       |
| 17   | Lorenzo Dini        | Italia        | 30'44"       |
| 18   | Djilali Bedrani     | Francia       | 30'44"       |
| 19   | Hugh Armstrong      | Irlanda       | 30'46"       |
| 20   | Samuel Barata       | Portogallo    | 30'46"       |

### Squadre (uomini seniores)
| Pos. | Atleta                                                     | Punti      |
| ---- | ---------------------------------------------------------- | ---------- |
|      | Turchia Kaan Kigen Özbilen, Aras Kaya, Polat Kemboi Arıkan | 1+7+9=17   |
|      | Spagna Adel Mechaal, Daniel Mateo, Ayad Lamdassem          | 2+8+10=20  |
|      | Gran Bretagna Andrew Butchart, Ben Connor, Tom Lancashire  | 3+6+26=35  |
| 4    | Francia Hassan Chahdi, Djilali Bedrani, Benjamin Choquert  | 4+18+34=56 |

### Individuale (donne seniores)
| Pos. | Atleta                    | Nazione       | Tempo (m's") |
| ---- | ------------------------- | ------------- | ------------ |
|      | Yasemin Can               | Turchia       | 26'48"       |
|      | Meraf Bahta               | Svezia        | 27'03"       |
|      | Karoline Bjerkeli Grøvdal | Norvegia      | 27'04"       |
| 4    | Roxana Bârcă              | Romania       | 27'21"       |
| 5    | Elena Burkard             | Germania      | 27'21"       |
| 6    | Charlotte Taylor          | Gran Bretagna | 27'23"       |
| 7    | Fabienne Schlumpf         | Svizzera      | 27'24"       |
| 8    | Emelia Gorecka            | Gran Bretagna | 27'34"       |
| 9    | Gemma Steel               | Gran Bretagna | 27'41"       |
| 10   | Steph Twell               | Gran Bretagna | 27'43"       |
| 11   | Ancuța Bobocel            | Romania       | 27'46"       |
| 12   | Fionnuala McCormack       | Irlanda       | 27'48"       |
| 13   | Trihas Gebre              | Spagna        | 27'53"       |
| 14   | Viktoriya Kalyuzhna       | Ucraina       | 27'54"       |
| 15   | Lily Partridge            | Gran Bretagna | 27'55"       |
| 16   | Cristina Simion           | Romania       | 27'58"       |
| 17   | Nuria Lugueros            | Spagna        | 27'59"       |
| 18   | Sara Catarina Ribeiro     | Portogallo    | 28'00"       |
| 19   | Maria Larsson             | Svezia        | 28'05"       |
| 20   | Marta Pen                 | Portogallo    | 28'12"       |

### Squadre (donne seniores)
| Pos. | Atleta                                                      | Punti       |
| ---- | ----------------------------------------------------------- | ----------- |
|      | Gran Bretagna Charlotte Taylor, Emelia Gorecka, Gemma Steel | 6+8+9=23    |
|      | Romania Roxana Bârcă, Ancuța Bobocel, Cristina Simion       | 4+11+16=31  |
|      | Turchia Yasemin Can, Özlem Kaya, Esma Aydemir               | 1+26+27=54  |
| 4    | Portogallo Sara Catarina Ribeiro, Marta Pen, Inês Monteiro  | 18+20+22=60 |

### Staffetta mista (seniores)
| Pos. | Atleta                                                                             | Tempo (m's") |
| ---- | ---------------------------------------------------------------------------------- | ------------ |
|      | Gran Bretagna Melissa Courtney, Cameron Boyek, Sarah McDonald, Tom Marshall        | 18'24"       |
|      | Rep. Ceca Simona Vrzalová, Filip Sasínek, Kristiina Mäki, Jakub Holuša             | 18'25"       |
|      | Spagna Solange Pereira, Víctor Ruiz, Esther Guerrero, Jesús Gómez                  | 18'26"       |
| 4    | Svezia Linn Nilsson, Emil Blomberg, Hanna Hermansson, Daniel Lundgren              | 19'02"       |
| 5    | Francia Élodie Normand, Martin Casse, Maëva Danois, Samir Dahmani                  | 19'04"       |
| 6    | Italia Elena Bellò, Mohad Abdikadar Sheik Ali, Chiara Casolari, Lorenzo Pilati     | 19'10"       |
| 7    | Germania Diana Sujew, Maximilian Thorwirth, Denise Krebs, Marius Probst            | 19'10"       |
| 8    | Turchia Sebahat Akpinar, Ramazan Özdemir, Emina Tuna, Levent Ateş                  | 19'14"       |
| 9    | Ucraina Nataliya Batrak, Yuriy Kyshchenko, Lyubov Sukhovirska, Volodymyr Kyts      | 19'26"       |
| 10   | Danimarca Line Kalstrup Schulz, Nick Jensen, Laura Møller, Jacob Ilbjerg Stengaard | 19'36"       |
| 11   | Slovacchia Kristína Hegedüsová, Jozef Pelikán, Katarina Belová, Jozef Repčík       | 20'31"       |

### Individuale (uomini under 23)
| Pos. | Atleta                    | Nazione       | Tempo (m's") |
| ---- | ------------------------- | ------------- | ------------ |
|      | Jimmy Gressier            | Francia       | 24'35"       |
|      | Hugo Hay                  | Francia       | 24'37"       |
|      | Yemaneberhan Crippa       | Italia        | 24'42"       |
| 4    | Emmanuel Roudolff Lévisse | Francia       | 24'43"       |
| 5    | Carlos Mayo               | Spagna        | 24'46"       |
| 6    | Simon Debognies           | Belgio        | 24'47"       |
| 7    | Alexis Miellet            | Francia       | 24'47"       |
| 8    | Topi Raitanen             | Finlandia     | 24'47"       |
| 9    | Robin Hendrix             | Belgio        | 24'48"       |
| 10   | Süleyman Bekmezci         | Turchia       | 24'49"       |
| 11   | Michael Somers            | Belgio        | 24'49"       |
| 12   | Mahamed Mahamed           | Gran Bretagna | 24'50"       |
| 13   | Chris Olley               | Gran Bretagna | 24'52"       |
| 14   | Dorian Boulvin            | Belgio        | 24'58"       |
| 15   | Mohamed-Amine El Bouajaji | Francia       | 25'02"       |

### Squadre (uomini under 23)
| Pos. | Atleta                                                      | Punti       |
| ---- | ----------------------------------------------------------- | ----------- |
|      | Francia Jimmy Gressier, Hugo Hay, Emmanuel Roudolff Lévisse | 1+2+4=7     |
|      | Belgio Simon Debognies, Robin Hendrix, Michael Somers       | 6+9+11=26   |
|      | Gran Bretagna Mahamed Mahamed, Chris Olley, Patrick Dever   | 12+13+16=41 |
| 4    | Spagna Carlos Mayo, Sergio Paniagua, Yago Rojo              | 5+17+23=45  |

### Individuale (donne under 23)
| Pos. | Atleta                  | Nazione       | Tempo (m's") |
| ---- | ----------------------- | ------------- | ------------ |
|      | Alina Reh               | Germania      | 20'22"       |
|      | Konstanze Klosterhalfen | Germania      | 20'25"       |
|      | Jessica Judd            | Gran Bretagna | 20'45"       |
| 4    | Amy-Eloise Neale        | Gran Bretagna | 20'59"       |
| 5    | Amy Griffiths           | Gran Bretagna | 21'02"       |
| 6    | Isabelle Brauer         | Svezia        | 21'09"       |
| 7    | Anna Emilie Møller      | Danimarca     | 21'14"       |
| 8    | Weronika Pyzik          | Polonia       | 21'18"       |
| 9    | Mhairi MacLennan        | Gran Bretagna | 21'26"       |
| 10   | Phoebe Law              | Gran Bretagna | 21'26"       |
| 11   | Emine Tuna              | Turchia       | 21'27"       |
| 12   | Anna Gehring            | Germania      | 21'28"       |
| 13   | Philippa Bowden         | Gran Bretagna | 21'29"       |
| 14   | Valeriya Zinenko        | Ucraina       | 21'32"       |
| 15   | Emma Oudiou             | Francia       | 21'34"       |

### Squadre (donne under 23)
| Pos. | Atleta                                                         | Punti       |
| ---- | -------------------------------------------------------------- | ----------- |
|      | Gran Bretagna Jessica Judd, Amy-Eloise Neale, Amy Griffiths    | 3+4+5=12    |
|      | Germania Alina Reh, Konstanze Klosterhalfen, Anna Gehring      | 1+2+12=15   |
|      | Turchia Emine Tuna, Büsra Koku, Yayla Kiliç                    | 11+16+19=46 |
| 4    | Svezia Isabelle Brauer, Sara Christiansson, Isabella Andersson | 6+21+25=52  |

### Individuale (uomini under 20)
| Pos. | Atleta                  | Nazione       | Tempo (m's") |
| ---- | ----------------------- | ------------- | ------------ |
|      | Jakob Ingebrigtsen      | Norvegia      | 18'39"       |
|      | Ramazan Barbaros        | Turchia       | 18'41"       |
|      | Louis Gilavert          | Francia       | 18'45"       |
| 4    | Yani Khelaf             | Francia       | 18'47"       |
| 5    | Miguel González         | Spagna        | 18'48"       |
| 6    | Adrian Garcea           | Romania       | 18'48"       |
| 7    | Annasse Mahboub         | Spagna        | 18'49"       |
| 8    | Ignacio Fontes          | Spagna        | 18'50"       |
| 9    | Mario García            | Spagna        | 18'50"       |
| 10   | Markus Görger           | Germania      | 18'50"       |
| 11   | Tim van de Velde        | Belgio        | 18'51"       |
| 12   | Dorin Andrei Rusu       | Romania       | 18'52"       |
| 13   | Tariku Novales          | Spagna        | 18'54"       |
| 14   | Matthew Willis          | Gran Bretagna | 18'57"       |
| 15   | Andreas Holst Lindgreen | Danimarca     | 19'01"       |

### Squadre (uomini under 20)
| Pos. | Atleta                                                          | Punti       |
| ---- | --------------------------------------------------------------- | ----------- |
|      | Spagna Miguel González, Annasse Mahboub, Ignacio Fontes         | 5+7+8=20    |
|      | Francia Louis Gilavert, Yani Khelaf, Ilyes Boum                 | 3+4+20=27   |
|      | Turchia Ramazan Barbaros, Abdurrahman Gediklioglu, Ömer Amaçtan | 2+21+26=49  |
| 4    | Belgio Tim van de Velde, Dries De Smet, John Heymans            | 11+16+24=51 |

### Individuale (donne under 20)
| Pos. | Atleta                | Nazione       | Tempo (m's") |
| ---- | --------------------- | ------------- | ------------ |
|      | Harriet Knowles-Jones | Gran Bretagna | 13'48"       |
|      | Lili Tóth             | Ungheria      | 13'59"       |
|      | Miriam Dattke         | Germania      | 14'03"       |
| 4    | Jasmijn Lau           | Paesi Bassi   | 14'05"       |
| 5    | Nadia Battocletti     | Italia        | 14'07"       |
| 6    | Francesca Tommasi     | Italia        | 14'07"       |
| 7    | Mathilde Sénéchal     | Francia       | 14'08"       |
| 8    | Alberte Kjær Pedersen | Danimarca     | 14'09"       |
| 9    | Cari Hughes           | Gran Bretagna | 14'15"       |
| 10   | Sophie Murphy         | Irlanda       | 14'15"       |
| 11   | Khahisa Mhlanga       | Gran Bretagna | 14'16"       |
| 12   | Niamh Brown           | Gran Bretagna | 14'17"       |
| 13   | Marta García          | Spagna        | 14'17"       |
| 14   | Tatsiana Shabanava    | Bielorussia   | 14'17"       |
| 15   | Lucía Rodríguez       | Spagna        | 14'18"       |

### Squadre (donne under 20)
| Pos. | Atleta                                                            | Punti       |
| ---- | ----------------------------------------------------------------- | ----------- |
|      | Gran Bretagna Harriet Knowles-Jones, Cari Hughes, Khahisa Mhlanga | 1+9+11=21   |
|      | Italia Nadia Battocletti, Francesca Tommasi, Elisa Cherubini      | 5+6+22=33   |
|      | Spagna Marta García, Lucía Rodríguez, Carla Gallardo              | 13+15+19=47 |
| 4    | Francia Mathilde Sénéchal, Alexa Lemitre, Julie Lejarraga         | 7+23+30=60  |

## Medagliere
Legenda
     Paese ospitante
| Posizione | Paese         | Oro | Argento | Bronzo | Totale |
| --------- | ------------- | --- | ------- | ------ | ------ |
| 1         | Gran Bretagna | 5   | 0       | 4      | 9      |
| 2         | Turchia       | 3   | 1       | 3      | 7      |
| 3         | Francia       | 2   | 2       | 1      | 5      |
| 4         | Spagna        | 1   | 2       | 2      | 5      |
| 5         | Germania      | 1   | 2       | 1      | 4      |
| 6         | Norvegia      | 1   | 0       | 1      | 2      |
| 7         | Italia        | 0   | 1       | 1      | 2      |
| 8         | Belgio        | 0   | 1       | 0      | 1      |
| 8         | Rep. Ceca     | 0   | 1       | 0      | 1      |
| 8         | Ungheria      | 0   | 1       | 0      | 1      |
| 8         | Romania       | 0   | 1       | 0      | 1      |
| 8         | Svezia        | 0   | 1       | 0      | 1      |
| Totale    | Totale        | 13  | 13      | 13     | 39     |